# Операция „Антропоид“
Операция „Антропоид“ е атентат срещу Райнхард Хайдрих, извършен от чешки борци от Съпротивата, преминали подготовка във Великобритания, на 27 май 1942 година. Той е осъществен успешно според Шеленберг единствено заради малшанса по отсъствието на титулярния шофьор на Хайдрих. Според британската терминология атентатът е известен като Операция „Антропоид“.

## Замисъл
Планът за премахването на Хайдрих е разработен през октомври 1941. Няма данни за съпричастие към тази инициатива нито на Съветите, нито на САЩ, които до 8 декември 1941 не са във война с Третия Райх. В този смисъл, инициативата и реализацията му са изцяло британски, като изпълнителите му са чехи по народност.

## Реализация
Първоначалният план набелязва като дата за убийството на Хайдрих 28 октомври 1941 година – деня на независимостта на Чехословакия. Франц Моравчик определя двама диверсанти-терористи за реализацията му – Йозеф Габчик и Карел Свобода, които предварително преминават спецкурс в Манчестър. През нощта на 3 срещу 4 октомври 1941 на територията на протектората бил прехвърлен радиста Франтишек Павелка с цел осигуряване свръзката с центъра в Лондон. При приземяването Павелка си наранява главата и на 6 октомври е заменен от Ян Кубиш. Поради този инцидент датата на операцията е пренасрочена за неуточнена дата в бъдещето. Междувременно германското контраразузнаване влиза в дирите на диверсантите и на 25 октомври арестува Павелка, с което осуетява за момента провеждането на спец операцията.
В нощта на 28 срещу 29 декември 1941 година с британски военен транспортен самолет са спуснати с парашути Ян Кубиш с фалшива самоличност с името на Ото Стрнад и Йозеф Габчик. Поради пилотска грешка саботьорите са спуснати не в Пилзен, а в предградията на Прага. След Кубиш и Габчик британците стоварват още две групи диверсанти в група съответно от трима и двама. Първоначално диверсантите се придвижват до Пилзен, където е сборният им пункт – жилището на Вацлав Крал и Вацлав Стелик, участници в съпротивата. В Пилзен диверсантите установяват контакти и с други членове на съпротивата.
През април 1942 Хайдрих сменя резиденцията си от Храдчани със замъка Юнгферн Брешан, разположен в пражко предградие. В резултат от тази необмислена постъпка, всеки ден Хайдрих пътува само с шофьора си по един и същ маршрут в отворена кола по пътя Дрезден – Прага. Това позволява на диверсантите да използват съгледвачи и съответно да изработят конкретния оперативен план, като набележат предварително и мястото за покушение. Вечерта преди атентата – 26 май 1941 Хайдрих открива музикален фестивал за класическа музика, който е заплануван да стане ежегоден. Бащата на Хайдрих – Бруно е заместник-протектор и композитор. На следващия ден, Хайдрих планува да пътува за Берлин, което кара диверсантите да реализират незабавно плана си. Според Шеленберг атентатът успява единствено поради отсъствието на титулярния шофьор на Хайдрих. Още в ранната утрин на 27 май 1942 година Габчик и Кубиш го причакват на един остър завой на пътя, където колата трябва да намали скоростта. Диверсантите са разделени на групи по маршрута на автомобила на Хайдрих. Те осъществяват връзка помежду си посредством светлинни сигнали с огледалца. Габчик е въоръжен с картечен пистолет „Стен“, а Кубиш – с взривно устройство и пистолет.
В 10:32 колата на Хайдрих излиза на предварително определеното място за атентата. Атентатът започва с фиаско, понеже картечният пистолет на Габчик засича с патрон в цевта. На Хайдрих веднага му става ясно, че насреща му са наемни убийци. Той запазва самообладание и нарежда на шофьора Клайн да спре автомобила, което той и прави, въпреки инструкциите за безопасност. Хайдрих вади пистолета си и започва да стреля срещу нападналия го Габчик. В този момент Кубик хвърля граната в автомобила на Хайдрих, която избухва на задната седалка, но ранява не само Хайдрих, но и Кубик с осколки в лицето. Хайдрих и Клайн изскачат от автомобила. Клайн случайно не е заредил личното си оръжие и изпуска да простреля Кубиш, но Хайдрих заповядва на шофьора си да започне незабавно преследване на Габчик с цел залавянето му. Сериозно раненият Хайдрих се свлича на задната седалка на автомобила си. Той е със счупено ребро и разкъсан далак от осколките. Както се оказва по-късно, причина за смъртта му не са раните, а инфекция, получена вследствие от попадналите в тялото му метални парчета от автомобила и парчета плат от униформата му, които предизвикват отравяне на кръвта, което лекарите не успяват да овладеят. Хайдрих е незабавно натоварен на чешки полицейски камион, който случайно минава оттам, и откаран в болница. В резултат от инфекцията, Хайдрих издъхва на 4 юни, след като на 3 юни изпада в кома, въпреки незабавната намеса и усилията на най-добрите немски медицински специалисти, в това число и личния лекар на Хитлер – Карл Франц Гебхард.

## Последици
Веднага след атентата е обявено извънредно положение и властите започват да издирват извършителите. Като научава за смъртта на Хайдрих, Хитлер изпада в шок и бяс. Още на 3 юни британците и техните чешки изпълнители, в резултат от вестите за състоянието на Хайдрих, задействат сценарий за дезинформация, за да могат да изтеглят атентаторите. Дезинформацията гласи, че атентатът е осъществен от двама чешки пилоти, емигрирали във Великобритания и уж били укрити от съселяни на роднините им от село Лидице. Шеленберг отбелязва в спомените си, че на 4 юни при вбесения фюрер влетял Хайнрих Мюлер с предварително поднесената му дезинформация и Хитлер наредил безжалостни мерки спрямо извършителите и техните укриватели-помагачи.
Според тогавашните съобщения и съюзническата следвоенна пропаганда на 10 юни 1942 г., нацистите убиват всичките 172 мъже от Лидице на възраст над 16 г. Жените (172) са отведени в концентрационния лагер край Равенсбрюк, като 60 от тях умират в лагера. Пощадени са 23 деца – на възраст до 1,5 г. и „годни за понемчване“, разпределени в приемни германски семейства с обучение и възпитание в арийски дух, след което следите на повечето от тях се губят. Останалите 82 деца са изпратени в лагер на смъртта край град Хелмно, Полша, още 6 деца умират. Всички сгради в селото са разрушени и изгорени. Няколко дни по-късно близкото село Лежаки също е нападнато от част на СС, като всичките 33 жители – мъже и жени, са застреляни.
Научавайки за унищожението на Лидице, чехите изпадат в шок от случилото се. В резултат от тези съобщения, както и от последвалите заплахи, че властите ще продължат репресиите, на 13 юни в Гестапо се получава писмо, даващо доста информация за конспирацията по атентата. На 16 юни в пражкото Гестапо се явява Карел Чурда – член на съпротивата, който, потресен, притеснен и разкаян, разкрива заговорниците.
На 18 юни 1942 г. извършителите на атентата срещу Хайдрих загиват в престрелка с обкръжилите ги части на Гестапо в архиепископската православна църква „Св. св. Кирил и Методий“ в Прага.